# バタン・ブナール駅
バタン・ブナール駅（バタン・ブナールえき、マレー語:Stesen Komuter Batang Benar）はマレーシアのヌグリ・スンビラン州バタン・ブナールにある、マレー鉄道KTMコミュータースレンバン線の駅。

## 歴史
- 1903年2月1日 - 駅開業。（バンギ～バタン・ブナール間の開業による。）
- 1995年12月18日 - KTMコミューター カジャン～スレンバン間延伸運行開始。

## 駅構造
相対式ホーム2面2線もつ地上駅である。ホームに面した上下線の間に通過線が2線ある。駅舎は東側にあり、下りホームに面している。上りホームとは構内の跨線橋で結ばれている。 
| 1 | 1 スレンバン線（下り） | スレンバン・タンピン方面           |
| 2 | 1 スレンバン線（上り） | KLセントラル・バトゥ・ケーブス方面 |

## 隣の駅
マレー鉄道
1 スレンバン線
バンギ駅 (KA08) - バタン・ブナール駅 (KB09) - ニライ駅 (KB10)